# Utvrde u brdima Orăştie
Utvrde u brdima Orăştie čini šest Dačanskih utvrda na brdima planine Orăştie (Rumunjska) koje su izgrađene tijekom 1. stoljeća pr. Kr. i 1. stoljeća kao Decebalov zaštitni kompleks protiv nasrtaja Rimskog Carstva sa zapada.
Njihovi iznimni i dobro sačuvani ostaci predstavljaju jednu živu i inovativnu drevnu civilizaciju. Zbog toga je šest ovih utvrda (Sarmizegetusa Regia, Costeşti-Cetăţuie, Costeşti-Blidaru, Piatra Roşie, Băniţa i Căpâlna), zajedno s naseljem Feţele Albe, 1999. godine upisano na UNESCO-ov popis mjesta svjetske baštine u Europi.
Danas mnogi lovci na blago pretražuju ovo područje jer Rumunjska nije zakonima dobro regulirala zaštitu ovakvih lokaliteta.

## Popis lokaliteta
| Slika | Ime               | izgradnja                | Lokacija          | Koordinate                                    | Bilješke |
| ----- | ----------------- | ------------------------ | ----------------- | --------------------------------------------- | --- |
|       | Sarmizegetusa     | 1. stoljeće pr. Kr.      | Orăştie           | 45°37′21″N 23°18′36″E / 45.62250°N 23.31000°E | Grad Sarmizegetusa je bio prijestolnica i glavna utvrda Dacije koje se sastojalo od utvrdbenih zidina i utvrda, četvrti svetišta s naseljem za plemiće i njihove sluge. Utvrda Grădiştea (gradina) se nalazila na vrhu brda visokog 1200 metara odakle se pružao pogled na okolicu. Ona je bila vojno, ali i duhovno središte. Svetišta su bila smještena na istočnoj strani grada oko velikog trga s okruglim svetištima. Do svetišta se dolazilo popločanom cestom od gradine i monumentalnim stubištem istočno. Od dva naselja ono zapadno je bilo veće te je imalo i radionice, skladišta i područje za obradu poljoprivrednih proizvoda. Sarmizegetusa je bila jedinstvena jer je imala vodoopskrbni sustav za naselja sačinjen od keramičkih cijevi. |
|       | Costeşti-Cetăţuie | 1. stoljeće              | Orăştioara de Sus | 45°44′00″N 23°10′00″E / 45.73333°N 23.16667°E | Ova utvrda je jedna od dvije koje se danas nalaze s dvije strane sela Costeşti u općini Orăştioara de Sus, Hunedoara (županija). Utvrda Cetăţuie se nalazila na melenom platou brda koje je nadgledalo lijevu obalu rijeke Apa Oraşului i imala je snažne utvrde na terasama brda, u tri koncentrična prstena koja su nastala u fazama i svaki od drugih materijala. Najprije od nabijene zemlje, potom od drveta i naposljetku od kamena. |
|       | Costeşti-Blidaru  | 1. stoljeće              | Orăştioara de Sus | 45°44′00″N 23°10′00″E / 45.73333°N 23.16667°E | Ova utvrda je jedna od dvije koje se danas nalaze s dvije strane sela Costeşti u općini Orăştioara de Sus. Ovo je najsnažnija i najdojmljivija utvrda, četvrtastog je oblika i izgrađena je na poravnanom vrhu brda. Imala je dva prstena zidina s bastionima na kutovima koji su bili otvoreni jedino prema unutra. U dvorištu se nalazila četvrtasta građevina koja je najvjerojatnije služila kao vojarna. |
|       | Piatra Roşie      | 1. stoljeće              | Boşorod           | 45°41′00″N 23°05′00″E / 45.68333°N 23.08333°E | Piatra Roşie, što na rumunjskom "Crvena stijena", bila je utvrda koja se nalazila na dva dana hoda zapadno od utvrde Costeşti-Cetăţuie, kod današnjeg Luncanija u općini Boşorod. Bila je izgrađena u dvije faze, prva sa 102 metra dugom kvadratičnom citadelom na uzvisini (832 m) s tornjevima na svakom kraju i dvije kamene osmatračnice nedaleko od nje. Kasnije je i veliko područje unutar utvrde utvrđeno još jednim zidinama, a vrh brda unutar njih je poravnan kako bi se moglo koristiti kao dvorište. |
|       | Utvrda Băniţa     | 1. – 106.                | Băniţa            | 45°26′48″N 23°15′45″E / 45.44667°N 23.26250°E | Izgrađena za vrijeme dačanskog vladara Burebista i obnovljena za Decebala, ova utvrda je uništena u Rimsko-Dačanskom ratu. Sastojala se od obrambenih zidina s platformama i tornjeva, a u velikom unutarnjem dvorištu bila je osmatračnica s koje se nadaleko pružao pogled. Utvrda je služila kao južna grad-utvrda na putu prema prijestolnici Sarmizegetusi. Danas su od nje ostala samo dva velika zida (murus dacicus). |
|       | Utvrda Căpâlna    | 1. stoljeće pr. Kr.-106. | Săsciori          | 45°52′00″N 23°35′00″E / 45.86667°N 23.58333°E | Ova utvrda se nalazi u selu Donji Săsciori u općini Alba. Izgrađena je na strmoj padini brda s mnogo terasa okruženih zidinama koje su pratile konfiguraciju tla. Na vrhu se nalazila kvadratična vojarna do koje se dolazilo kroz monumentalni utvrđeni portal, jugoistočno. |
|       | Feţele Albe       | 1. stoljeće              | Săsciori          | 45°52′00″N 23°35′00″E / 45.86667°N 23.58333°E | Feţele Albe je naselje koje se nalazi na južnoj strani brda Muncelului, sjeverno od Sarmizegetuse i odvojeno od nje velikom strminom. Osim velikog broja zidina i terasa, tu je bilo i svetište sa stupovima od kamenih diskova na trećoj terasi. Naselje je uništeno tiekom Prvog dačanskog rata (101. – 102.), a nakon što su ga Dačani nakratko obnovili, car Trajan ga je zapalio tijekom Drugog dačanskog rata 106. godine, kada je zauzeo i cijelu Daciju. Rimljani su nakon toga na ovom mjestu podigli svoj vojni logor (castrum). |